# Фиорелли, Джузеппе
Джузеппе Фиорелли (итал. Giuseppe Fiorelli; 8 июня 1823, Неаполь — 28 января 1896, там же) — итальянский политический деятель, археолог и нумизмат, действительный член российской Императорской Академии наук.

## Биография
Сперва, в 18-летнем возрасте, выбрал карьеру юриста и изучает юриспруденцию, однако затем поменял её на археологию. В конце 40-х годов XIX столетия работал инспектором при археологических раскопках в Помпеях.
Участник борьбы за воссоединение Италии, по политическим убеждениям — либерал. После подавления итальянской революции 1848—1849 годов был уволен и подвергался арестам.
После объединения Италии, с 1860 года Дж. Фиорелли — профессор археологии Неаполитанского университета, с 1863 года — директор Национального музея в Неаполе и инспектор раскопок.
В 1865 году избирается в итальянский сенат. С 1875 года — генеральный директор музеев и раскопок Италии.
Исследовательскую деятельность начал с изучения античной нумизматики. В 1863—1875 годах руководил раскопками в Помпеях, поставив их на строго научную основу.
Фиорелли заслуженно считается основателем итальянской археологической школы.

## Сочинения
- Annali di numismatica, v.1-2, Napoli 1853-53
- Monumenta epigraphica pompeiana, Napoli 1856
- Gli scavi di Pompei dal 1861 al 1872, Napoli 1873
- Descrizione di Pompei, Napoli 1875
- Guide de Pompei, Napoli 1889.